# ロバート・T・モリス
ロバート・タッパン・モリス（Robert Tappan Morris、1965年11月8日 - ）は、アメリカ合衆国の計算機科学者であり、実業家である。彼は、1988年にインターネット初のワームであるモリスワームを製作したことで広く知られている。
モリスはワームを公開したことで起訴され、1986年に制定されたばかりのコンピュータ詐欺と濫用に関する法律 (CFAA)に基づいて有罪判決を受けた最初の人物となった。彼はその後、最初のウェブアプリケーションの1つであるオンラインストアViawebを共同設立し、ポール・グレアムと共にベンチャーキャピタルの資金調達会社Yコンビネータを設立した。
その後、マサチューセッツ工科大学(MIT)の電気工学・計算機科学科の教員となり、2006年にテニュアを授与された。2019年には全米技術アカデミー会員に選出された。

## 若年期と教育
モリスは1965年、暗号学者のロバート・H・モリスとアン・ファーロウ・モリスの間に生まれた。父はベル研究所の計算機科学者で、MulticsとUNIXの設計に携わり、後に国家安全保障局(NSA)の一部門である国家コンピュータセキュリティセンターの主任科学者となった。
モリスはニュージャージー州ロングヒル・タウンシップのミリントン地区で育ち、1983年にデルバートン・スクールを卒業した。
モリスはハーバード大学に通い、その後コーネル大学大学院に進学した。コーネル大学在学の最初の年に、彼はコンピュータワームを設計し、当時まだ発展途上だったインターネット上の多くのコンピュータを混乱させた。これが原因で、1年後に起訴された。
有罪判決を受けた後、彼はハーバード大学に戻り、孔祥重の指導の下で1999年にPh.D.を取得した。

## モリスワーム
モリスのコンピュータワームは、彼がコーネル大学の大学院生だった1988年に開発された 。同年11月2日、彼は所属するコーネル大学ではなく、マサチューセッツ工科大学(MIT)からこのワームをリリースした。このワームは次のような脆弱性を悪用して、標的となるシステムに侵入した。
- UNIXのsendmailプログラムのデバッグモードにある穴
- fingerdネットワークサービスのバッファオーバーフロー
- リモートシェル (rsh) を使ったリモート実行 (rexec/rsh) を介し、パスワードを必要としないネットワークログインを設定している人が有効にする遷移的信頼。

このワームは、見つけたそれぞれのコンピュータをチェックして、すでにワームに感染しているかどうかを判断し、感染していないコンピュータには自分自身をコピーするようにプログラムされていた。しかしモリスは、コンピュータが感染していないのに感染していると報告するようにしてワームに対抗しようとするシステム管理者がいるかもしれないと考えた。そのため、感染状態の質問に対する応答に関わらず、14%の確率で自分自身を必ずコピーするようにした。
この永続性は設計上の欠陥であり、システム負荷を発生させて管理者の注意を引きつけ、対象となるコンピュータを混乱させてしまった。その後の裁判では、このワームによる「潜在的な生産性の損失」と、様々なシステムからワームを除去するためにかかるコストは、200ドルから53,000ドルと見積もられた。

### 刑事告発
1989年7月26日、モリスは合衆国法典第18編第1030条 18 U.S.C. § 1030（コンピュータ詐欺と濫用に関する法律 (CFAA)）に違反したとして起訴された。彼は、この法律で起訴された最初の人物だった。1990年12月、彼は3年間の保護観察、400時間の社会奉仕活動、罰金10,050ドルと管理費用の判決を受けた。彼は控訴したが、翌年3月に却下された。裁判中にモリスが述べた動機は、「（自分が）発見したセキュリティ上の欠陥を悪用することで、現在のコンピュータネットワークのセキュリティ対策が不十分であることを証明すること」だった。彼は1994年に刑期を終えた。

## その後の生涯と業績
モリスの主な研究テーマはコンピュータネットワークアーキテクチャで、Chordなどの分散ハッシュテーブルやRoofnetなどの無線メッシュネットワークの研究を行っている。
ポール・グレアムは彼の長年の友人であり、共同研究者でもある。彼らは2つの会社を共同設立し、グレアムは著書『ANSI Common Lisp』をモリスに献呈し、オンラインストアのウェブページを生成するプログラミング言語をモリスにちなんでRTML(Robert T. Morris Language)と名付けた。グレアムはモリスを「個人的な英雄」の一人として挙げており、「彼は決して間違っていない」と言っている。

### 略歴
- 1983年 - ニュージャージー州モリスタウンのデルバートン・スクールを卒業[9]。
- 1987年 - ハーバード大学で学士号(Bachelor of Arts)を取得。
- 1988年 - コーネル大学大学院に在学中、モリスワームをリリースする。
- 1989年 - 1986年成立のコンピュータ詐欺と濫用に関する法律（英語版）違反で起訴され、同法で初めて告発された人物となる。
- 1990年 - 裁判（英語版）で有罪判決を受ける[2]。
- 1995年 - ポール・グレアムとネットショップ構築用のソフトウェアを作るスタートアップ企業・Viaweb（英語版）を設立する。
- 1998年 - Viawebを4900万ドルでYahoo!に売却[12]。Yahoo! Storeに改称される。
- 1999年 - ハーバード大学でPh.D.（博士号）を取得。博士論文のタイトルはScalable TCP Congestion Control（スケーラブルTCP輻輳制御）。
- 1999年 - マサチューセッツ工科大学(MIT)の准教授に就任。
- 2005年 - ポール・グレアムらとベンチャーキャピタルの資金調達会社・Yコンビネータを設立。
- 2006年 - MITでテニュアを獲得[13]。
- 2006年 - シスコ・メラキ（英語版）社の技術アドバイザーに就任[14]。
- 2008年 - ポール・グレアムとともにLISP方言のarc（英語版）を開発。
- 2010年 - ACM Special Interest Group in Operating Systems (SIGOPS)からマーク・ワイザー賞を受賞[15]
- 2015年 - 「コンピュータネットワーク、分散システム、オペレーティングシステムへの貢献」を讃えてACMフェローに選出[16]。
- 2019年 - 全米技術アカデミー会員に選出。